# Cabestana felipponei
Cabestana felipponei is een slakkensoort uit de familie van de Cymatiidae. De wetenschappelijke naam van de soort werd voor het eerst geldig gepubliceerd in 1907 door von Ihering.